# Amparo (película)
Amparo es una película dramática colombiana de 2022 dirigida por Simón Mesa Soto y protagonizada por Sandra Melissa Torres, Diego Alejandro Tobón, Luciana Gallego, John Jairo Montoya y Adriana Vergara. Antes de llegar a las salas de cine colombianas, participó en diversos eventos internacionales, como los festivales de cine de Cannes, Chicago, Punta el Este y Lima, en los que recibió reconocimientos.
Fue la gran ganadora de la décima edición de los Premios Macondo, que reconocen lo mejor del cine colombiano, llevándose siete categorías, incluyendo Mejor largometraje de ficción, Mejor dirección y Mejor guion.

## Sinopsis
Elías, el hijo mayor de Amparo, acaba de cumplir la mayoría de edad y resulta apto para prestar el servicio militar obligatorio, en una época en la que Colombia está inmersa en un profundo conflicto armado y en una alejada región en la que no parece haber Dios ni ley. Amparo sabe que es muy probable que su hijo no sobreviva, y se pone a la tarea de buscar todo tipo de soluciones para que Elías se salve de ese destino. Pero hay un problema: Amparo solamente cuenta con un día para lograrlo.

## Reparto
- Sandra Melissa Torres es Amparo
- Diego Alejandro Tobón es Elías
- John Jairo Montoya es Víctor
- Luciana Gallego es Karen
- Adriana Vergara es Lucía

## Premios y reconocimientos
| Año  | Evento                                           | Premio y/o categoría                                            | Receptor(a)           | Resultado | Ref.   |
| ---- | ------------------------------------------------ | --------------------------------------------------------------- | --------------------- | --------- | ------ |
| 2021 | Festival de Cine de Cannes                       | Premio de la Fundación Louis Roederer a Mejor Actriz Revelación | Sandra Melissa Torres | Ganadora  | [ 5 ]  |
| 2021 | Festival de Cine de Cannes                       | Gran Premio de la Semana de la Crítica                          | Simón Mesa Soto       | Nominado  | [ 8 ]  |
| 2021 | Festival de Cine de Cannes                       | Golden Camera                                                   | Simón Mesa Soto       | Nominado  | [ 8 ]  |
| 2021 | Festival Internacional de Cine de Chicago        | Hugo de Plata                                                   | Amparo                | Ganadora  | [ 2 ]  |
| 2021 | Festival de Cine de Lima                         | Premio del Jurado de la Crítica Internacional                   | Amparo                | Ganadora  | [ 3 ]  |
| 2021 | Festival de Cine de Jerusalén                    | Mejor debut internacional                                       | Simón Mesa Soto       | Nominado  | [ 9 ]  |
| 2022 | Festival Internacional de Cine de Punta del Este | Mejor actriz en competencia iberoamericana                      | Sandra Melissa Torres | Ganadora  | [ 3 ]  |
| 2022 | Festival Internacional de Cine de Miami          | Premio Jordan Ressler                                           | Simón Mesa Soto       | Nominado  | [ 10 ] |
| 2022 | Festival de Cine de Pingyao                      | Premio de la Audiencia                                          | Simón Mesa Soto       | Nominado  | [ 11 ] |
| 2022 | Festival de Cine de San Sebastián                | Premio Horizontes                                               | Simón Mesa Soto       | Nominado  | [ 12 ] |
| 2022 | Premios Macondo                                  | Mejor largometraje de ficción                                   | Amparo                | Ganadora  | [ 7 ]  |
| 2022 | Premios Macondo                                  | Mejor dirección                                                 | Simón Mesa Soto       | Ganadora  | [ 7 ]  |
| 2022 | Premios Macondo                                  | Mejor guion original                                            | Simón Mesa Soto       | Ganadora  | [ 7 ]  |
| 2022 | Premios Macondo                                  | Mejor dirección de fotografía                                   | Juan Sarmiento G.     | Ganadora  | [ 7 ]  |
| 2022 | Premios Macondo                                  | Mejor dirección de arte                                         | Marcela Gómez Montoya | Ganadora  | [ 7 ]  |
| 2022 | Premios Macondo                                  | Mejor vestuario                                                 | Julián Grijalba       | Ganadora  | [ 7 ]  |
| 2022 | Premios Macondo                                  | Mejor maquillaje                                                | Juanita Santa María   | Nominada  | [ 7 ]  |
| 2022 | Premios Macondo                                  | Mejor VFX                                                       | Sebastián Mietzner    | Ganadora  | [ 7 ]  |